# تپه پا قلا (پا قلعه)
تپه پا قلا (پا قلعه) مربوط به دوره ساسانیان است و در هرسین، داخل شهر واقع شده و این اثر در تاریخ ۱۷ بهمن ۱۳۵۳ با شمارهٔ ثبت ۱۰۲۰ به‌عنوان یکی از آثار ملی ایران به ثبت رسیده است.